# Pizzofalcone

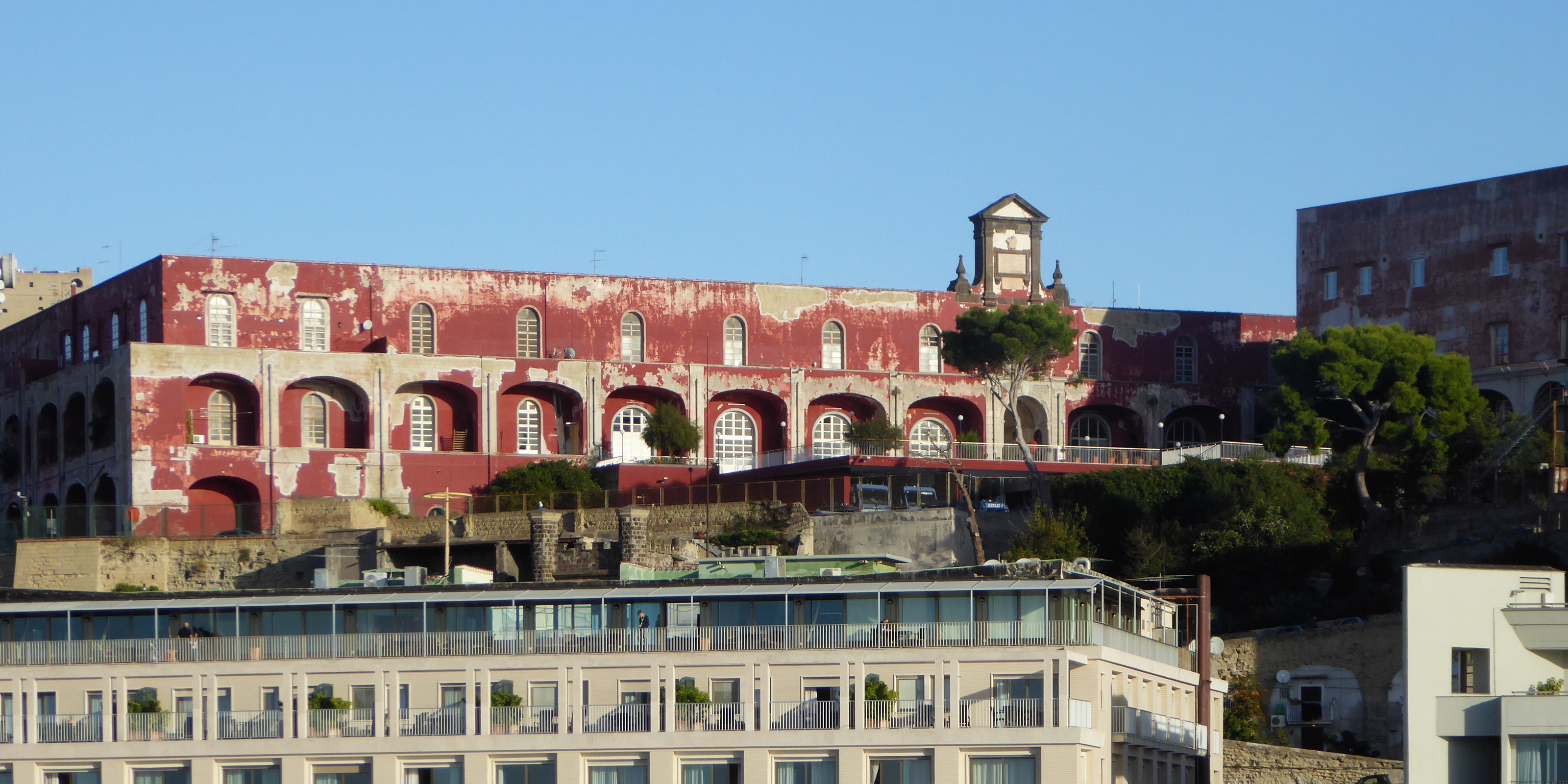
Gran Quartiere di Pizzofalcone

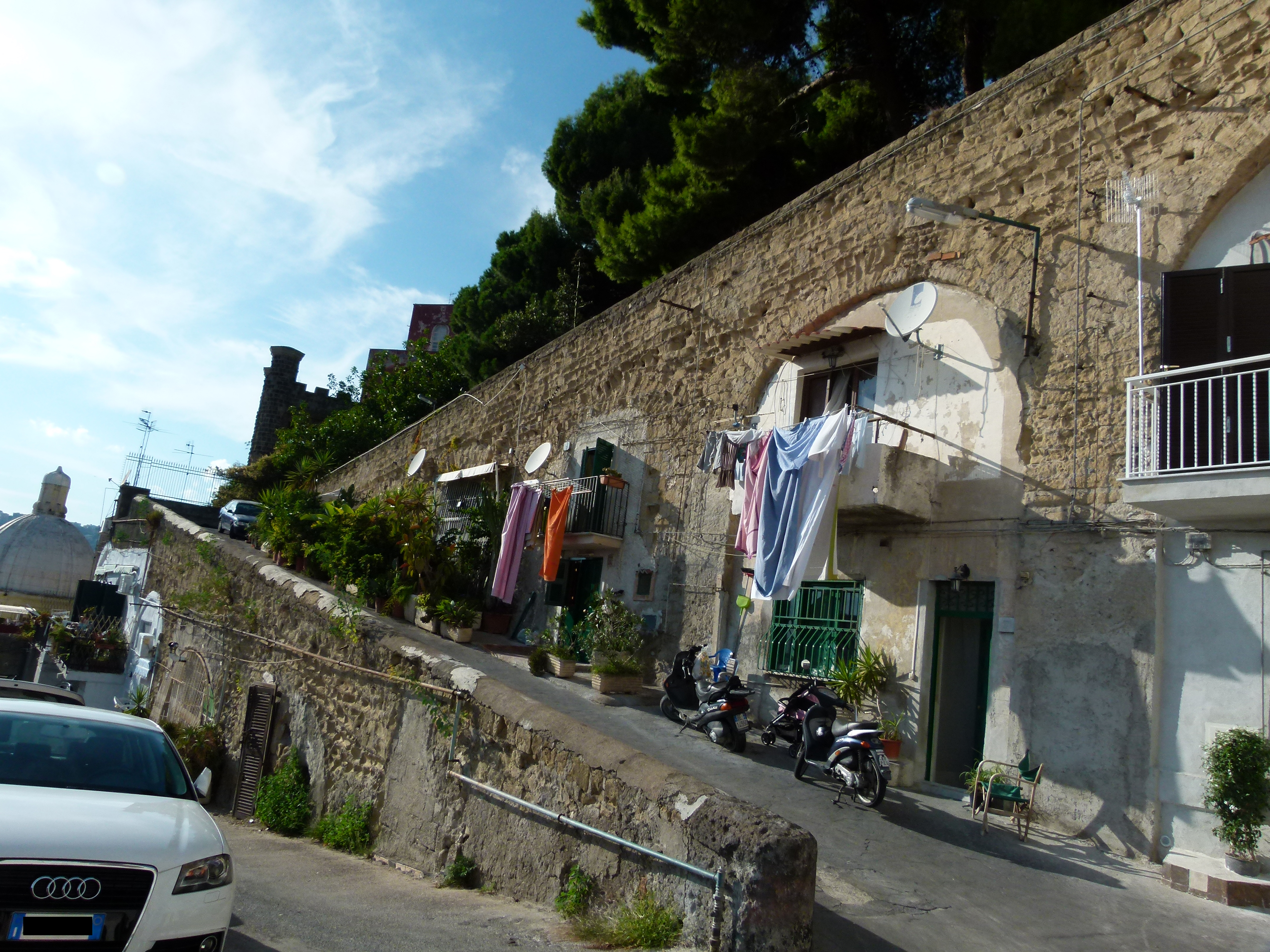
Helling van Pizzofalcone

Pizzofalcone is een heuvel in de Italiaanse stad Napels en is gelegen in de wijk San Ferdinando of Eerste Kwartier van Napels.

## Namen
- Echia is de Oudgriekse naam
- Lucullana is de Romeinse naam en verwijst naar de villa van Lucius Lucullus[1]
- Monte di Dio verwijst naar een verblijfplaats voor monniken
- Pizzofalcone verwijst naar de valkenjagers van de Anjou-koningen van Napels.

## Historiek
Op de heuvel, mogelijks destijds berg, Echia was er de nederzetting van de Oude Stad of Parthenope in het oude Griekenland. De Oude Stad geraakte ontvolkt door de opkomst van de Nieuwe Stad of Neapolis naast Echia.
Ten tijde van het Romeinse Rijk behoorde Echia tot de Villa van Lucius Lucullus en zijn park. Resten van de villa werden op Echia teruggevonden. Na de val van het West-Romeinse Rijk werd het hoogland van Echia akkergrond. In de vroege Middeleeuwen woonden er Byzantijnse monniken.
Echia stond buiten de stadsmuren van Napels en was voor koning Karel I van het Huis Anjou-Sicilië het ideale hoogland voor zijn valkenjacht. Er verrees ook een gevangenis.
Onder het bewind van de Spaanse onderkoningen van Napels werd een kazerne opgericht op Pizzofalcone. De Spanjaarden wilden het strategisch voordeel van de heuvel uitbuiten. De kazerne heette Gran Quartiere di Pizzofalcone. In de eeuwen die volgden, breidde de stad zich uit over Pizzofalcone heen. In 1787 werd er de Militaire School Nunziatella opgericht.
Een observatorium volgde in de 19e eeuw. Nog in de 19e eeuw werd een tunnel door de berg gegraven, die evenwel nooit af geraakte: de Galleria Borbonica. Tijdens de aardbeving van 1862 zakte een stuk van de heuvel weg.

## Oude afbeeldingen

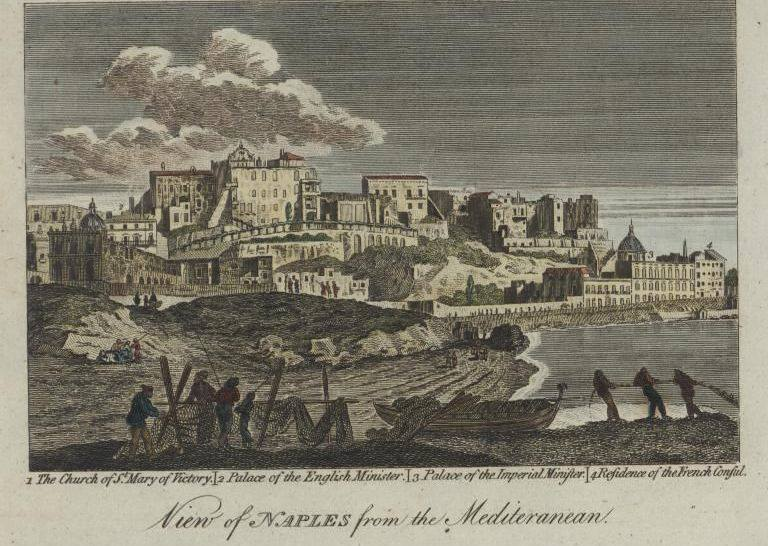
Pizzofalcone 18e eeuw
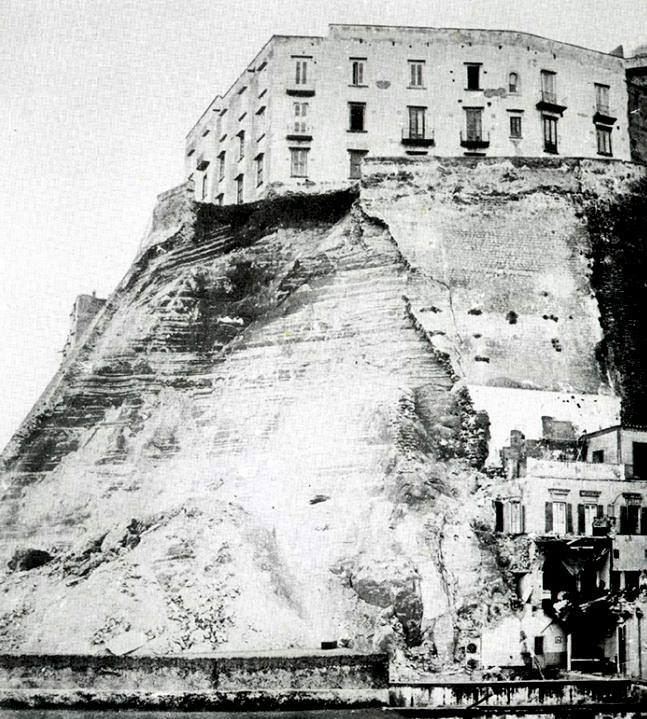
Na de aardbeving van 1862